# Tsakhkadzor
Tsakhkadzor, Tsaghkadzor ou Dzaghgadzor (en arménien Ծաղկաձոր ; anciennement Darachichak) regroupe une ville, un centre thermal et une station de ski situés dans le marz de Kotayk en Arménie. Elle compte 1 610 habitants en 2008.
Tsakhkadzor signifie « vallée des fleurs » en arménien.

## Géographie

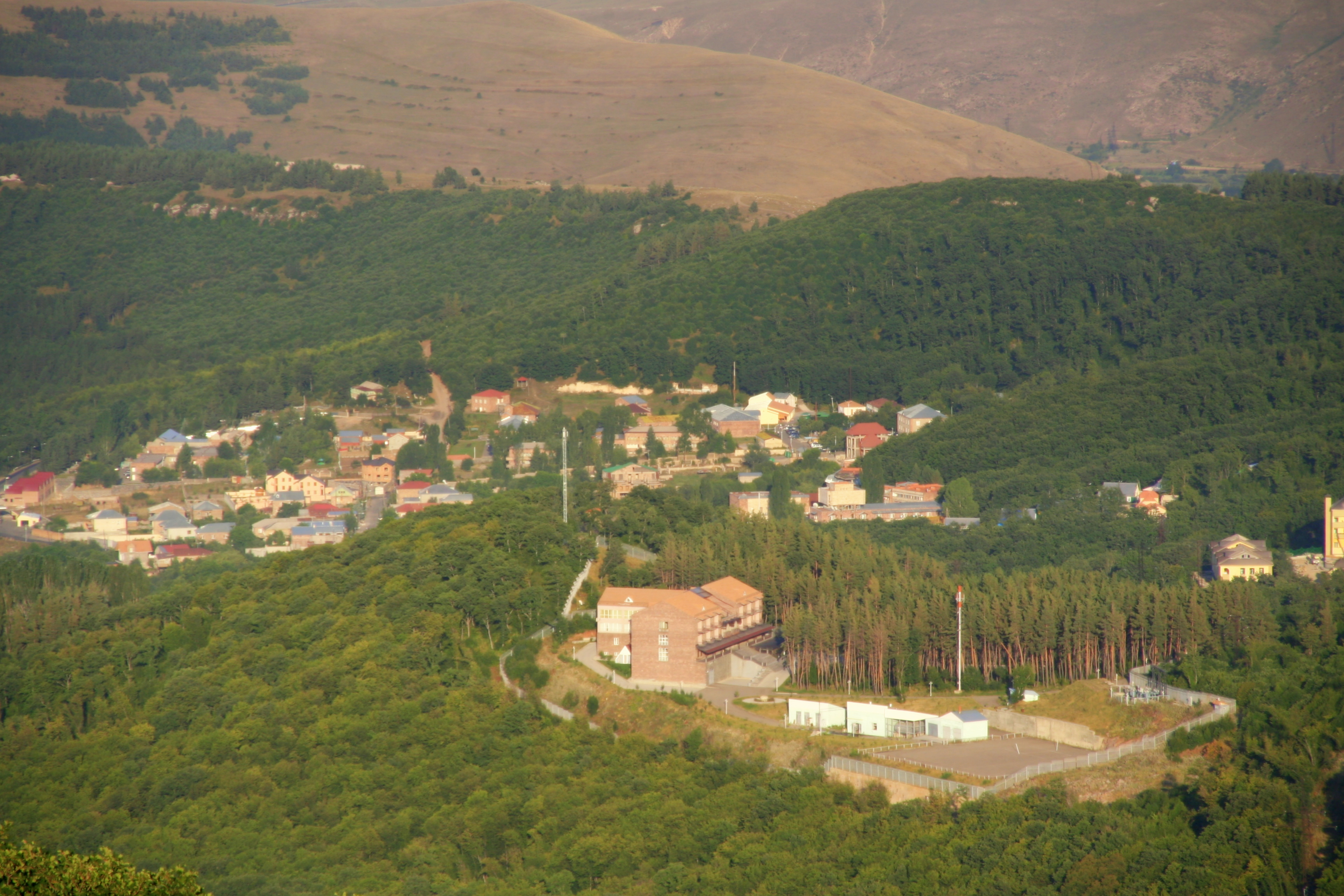
Vue de la ville en été.

Tsakhkadzor est une petite ville de la région de Kotayk. Construite entre 1 750 et 2 000 mètres d'altitude sur les montagnes Teghenis, à l'ouest du lac Sevan, elle est à 50 km au nord-est d'Erevan et à 75 km de l'aéroport international Zvartnots.

La station est située au milieu d'un massif montagneux — boisé jusqu'à 2 300 mètres — culminant à 3 000 mètres d'altitude (les télésièges permettent d'atteindre 2 940 m). Elle est aussi réputée pour ses sources naturelles.

## Histoire

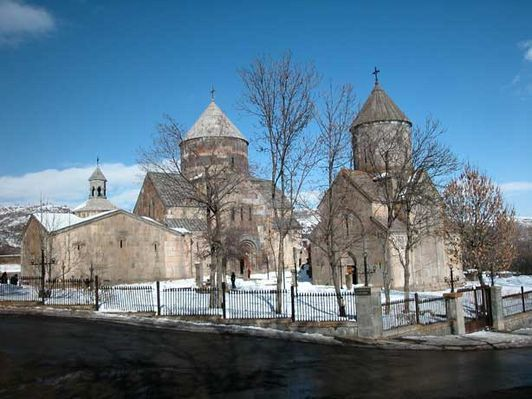
Monastère de Ketcharis.

La région est habitée depuis très longtemps, mais l'histoire débute réellement au IIIe siècle lorsque les premières maisons furent construites pour permettre les chasses royales organisées dans les forêts environnantes.

Au VIe siècle, le territoire passa aux mains de la maison des Kamsarakan qui fusionna quatre siècles plus tard avec la maison des Pahlavuni. Son chef, Grégoire Pahlavuni, édifia au cours du XIe siècle ce qui allait devenir le monastère de Ketcharis (achevé au XIIIe siècle), en commençant dès 1033 par l'église Saint-Grégoire l'Illuminateur en l'honneur de ce dernier. Il continua au sud de la première avec l'église Saint-Signe en 1051. Les phases suivantes sont la construction, deux siècles plus tard, de l'église Katoghiké (1203-1214) puis de l'église Saint-Haroutyoun en 1220. La construction du monastère se poursuivit jusqu'au XIVe siècle. Il a été entièrement restauré entre 1998 et 2001 pour devenir la résidence du diocèse de la région de Kotayk.
Par la suite, la région fut régulièrement le terrain des batailles entre Perses et Ottomans. En 1828, en conséquence du rattachement de l'Arménie orientale à l'Empire russe, des milliers d'Arméniens quittèrent la Perse pour venir s'installer en Arménie et particulièrement à Tsakhkadzor.
À la fin du XIXe siècle, la ville fut prisée par les industriels, marchands et autres notables d'Erevan et de Tbilissi qui possédaient une datcha ou un cottage. Tous ces bâtiments historiques furent nationalisés après la Révolution d'Octobre. Ainsi, sous l'ère soviétique, la ville, qui était jusque-là le lieu de villégiature des officiels d'Erevan, se transforma rapidement en une station de vacances moderne. Pour attirer des touristes de toute l'Arménie, mais aussi du reste de l'URSS, des camps de vacances et des « maisons de repos » furent construits.

En 1966-1967, la construction du principal complexe sportif d'URSS apporta une renommée internationale à la ville. Les équipes nationales venaient s'y préparer pour les Jeux olympiques et les championnats du monde.
En 1972, la station fut dotée d'un système de remontée mécanique. Elle devint alors définitivement une station de ski et vit sa croissance s'accélérer. En 1984, Tsakhkadzor reçut le statut de communauté urbaine.
La chute de l'empire soviétique apporta à Tsakhkadzor, comme au reste du pays, son lot de difficultés. La station ne commença à revivre réellement qu'à partir de 2000, lorsque la plupart des « maisons de repos » furent totalement restaurées et mises aux standards occidentaux. Le renouveau de la ville continua aussi les années suivantes avec la modernisation des camps de vacances et de quelques hôtels, la construction de plusieurs autres, le goudronnage et l'éclairage des rues de la ville et l'installation d'un square en centre-ville.

## Administration

### Liste des maires
| Période                                  | Période | Identité          | Étiquette | Qualité          |
| ---------------------------------------- | ------- | ----------------- | --------- | ---------------- |
| 1996                                     | 1999    | Armen Petrosyan   |           | 1er maire        |
| 1999                                     | 2002    | Garun Mirzoyan    |           | Maire            |
| 2002                                     | 2005    | Garun Mirzoyan    |           | Maire (réélu)    |
| 2005                                     | 2008    | Garun Mirzoyan    |           | Maire (réélu)    |
| 2008                                     | 2012    | Garun Mirzoyan    |           | Maire (réélu)    |
| 2012                                     | 2016    | Artur Harutyunyan |           | Maire (en cours) |
| Les données manquantes sont à compléter. |         |                   |           |                  |

### Jumelage
- Font-Romeu  (France)[4]

### Enseignement
- Maternelle : construite en 1975, elle a récemment été restaurée et accueille une soixantaine d'enfants.
- École communale : construite en 1971, elle accueille près de 200 élèves, de l'école primaire au lycée.
- École d'Arts : créée en 1990, l'école enseigne à quelque 70 élèves 5 disciplines artistiques : piano, peinture, danse, design et art dramatique.

## Culture
Un festival international de pantomime portant le nom de Leonid Yengibarov se déroule à Tsakhkadzor depuis 2011,.

## Sports et loisirs

### Le complexe sportif
Construit et mis en service en 1966-1967 pour l'entraînement des athlètes soviétiques pour les Jeux olympiques de Mexico, le complexe, perché à plus de 2 000 mètres d'altitude, permet aujourd'hui la pratique de 35 sports. À l'époque déjà le plus grand centre sportif de toute l'URSS, il est naturellement aujourd'hui le plus grand d'Arménie.
Depuis 2004, la piscine olympique chauffée de 50 m est couverte et complètement rénovée.

### Centre d'enseignement de ski
Fondée en 1986, l'école a déjà entraîné plus de 300 athlètes, dont Arsène Haroutiounian qui a participé aux JO de Lillehammer, Nagano et Salt-Lake City, et Abraham Sarkakhyan pour les JO de Turin.
Aujourd'hui, le centre accueille près de 120 apprentis.

### Domaine skiable et tourisme

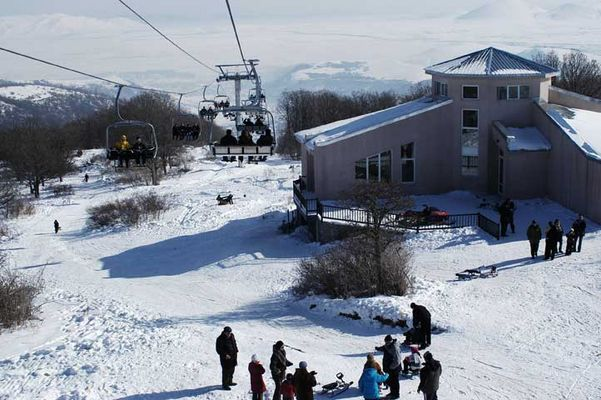
Télésiège.

Situé entre 1 900 et 2 819 mètres, le domaine de Tsakhkadzor fait en 2008, plus de 25 kilomètres de long.
Les remontées mécaniques sont composées d'un téléski (260 m de long) et de 5 télésièges (longueur totale de 6 105 m), dont le dernier fut ouvert en 2008.
Le domaine est skiable du mois de décembre jusqu'au mois d'avril.
| Télésiège | Capacité          | Volume                  | Longueur |
| --------- | ----------------- | ----------------------- | -------- |
| I         | 1 200 pers./heure | 73 sièges - 292 places  | 1 137 m  |
| II        | 800 pers./heure   | 141 sièges - 282 places | 1 388 m  |
| III       | 600 pers./heure   | 96 sièges - 192 places  | 1 624 m  |
| IV        | 600 pers./heure   | 56 sièges - 112 places  | 987 m    |
| V         | 800 pers./heure   |                         | 1 030 m  |

En 2006, la capacité hôtelière de Tsakhkadzor est de 1 735 lits dont la moitié correspond à des catégories de 2 à 4 étoiles, le reste demandant toujours restauration.

Les magasins et les restaurants sont toujours en sous-effectif mais la mairie met en œuvre depuis quelques années le développement de ces secteurs.

## Projets
Après les restaurations et constructions de remontées mécaniques, d'hôtels, restaurants et des diverses structures de la ville, les autorités locales, en accord avec le président de l'époque Kotcharian, ont contacté en janvier 2005 la société suisse TigerDev Swiss dans le but de mettre en œuvre le développement des infrastructures pour les 15 ans à venir.
Les discussions mènent aux objectifs suivants :
- Organiser le développement à long terme ;
- Concerner la population locale ;
- Créer des zones de repos, de sports, d'évènements culturels et d'activités sportives et festives ;
- Organiser les zones commerciales en rapport avec les traditions ;
- Recréer une image de marque pour la station.

Plus concrètement, il s'agit, dans les 15 ans à venir, de faire évoluer le nombre de lits des hôtels de 2 000 à 15 000, d'entamer la construction de maisons et de chalets de vacances et surtout le développement de boutiques, de magasins de sports, de cinémas, de boîtes de nuit et de restaurants. Il est également prévu de détruire ou restaurer les anciens immeubles pour créer des logements pour touristes ainsi que d'attirer entrepreneurs et hommes d'affaires en créant des centres de convention.
Côté sports et activités, il est prévu de créer des écoles de ski, davantage de magasins de location de matériel (ski, surf, VTT, quads, etc.), des postes de secours, des maisons de guides et d'accueil des touristes, etc.
Chronologiquement :
- 2007 : Formation de la population locale aux métiers du tourisme et construction d'un bureau du tourisme (en cours)
- 2008 : Doublement du nombre de pistes de ski, installation de canons à neige (et d'un réservoir d'eau), développement d'un système de mesure de qualité des services (en cours)
- 2009 : Amélioration et augmentation du nombre des remontées mécaniques
- 2010-2020 : Développement de toutes les infrastructures et remplacement des anciens bâtiments plus aux normes internationales.

Autres propositions :
- Rues piétonnes
- Utilisation de la place actuelle du village comme centre de la station
- Hôtels en altitude
- Parking au bas de la station puis montée en tram
- Téléphériques
- Évolution du complexe sportif en y ajoutant SPA, centre de santé et de sports, etc.
- Aire de jeux pour les enfants
- Parcours de motoneige en hiver et 4x4 en été
- Parcours de golf à moins de 10 km de la station

## Galerie

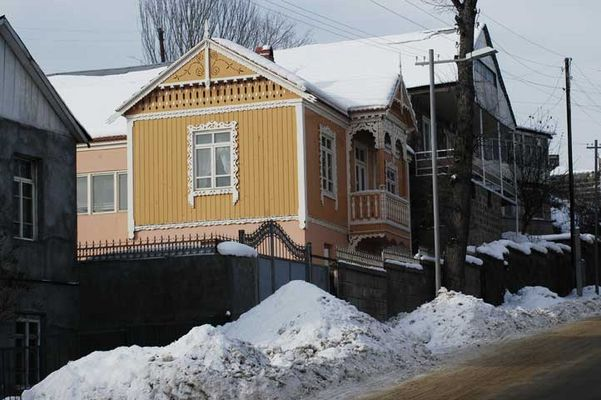
Chalets à Tsakhkadzor.
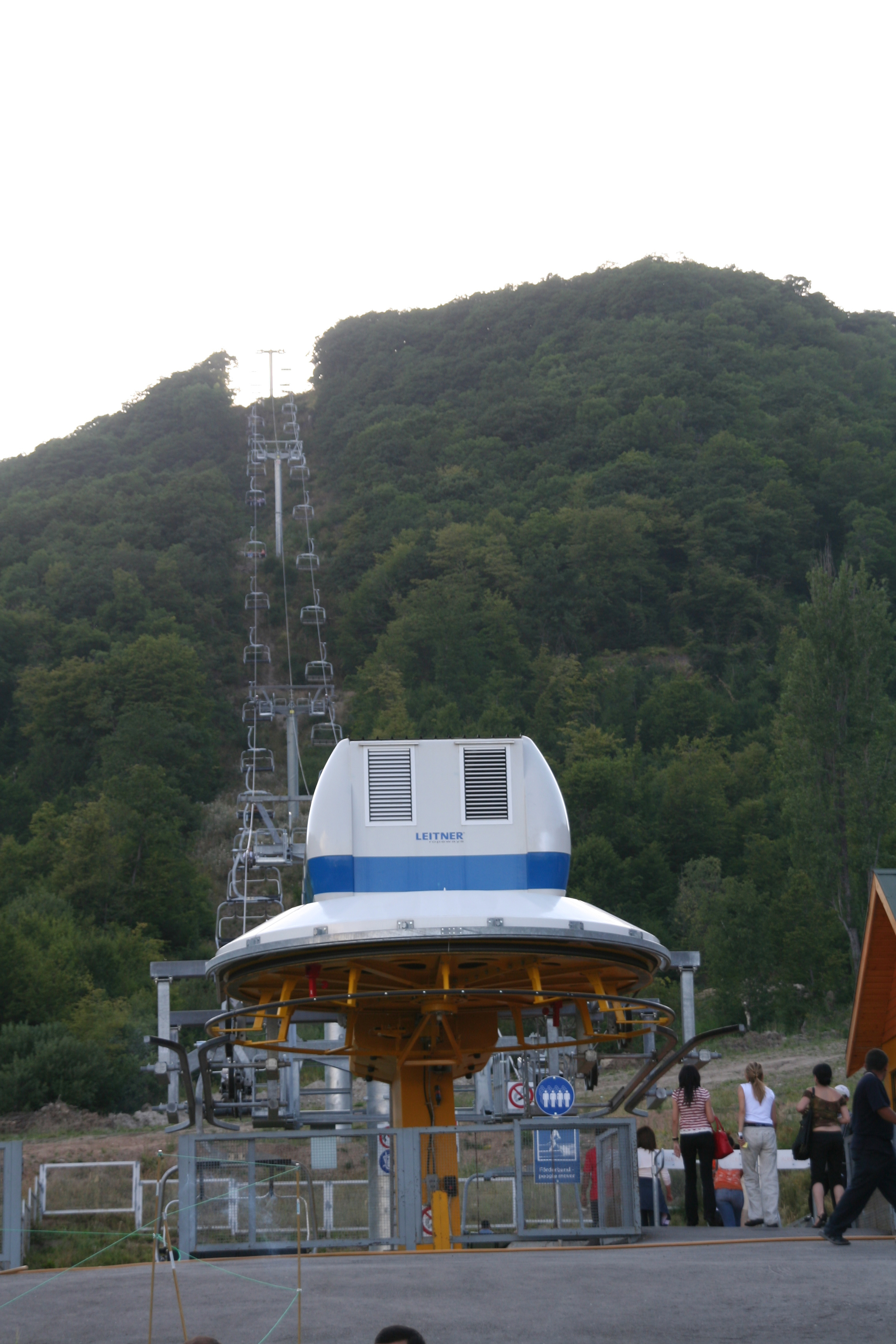
Tsakhkadzor : la station en été.
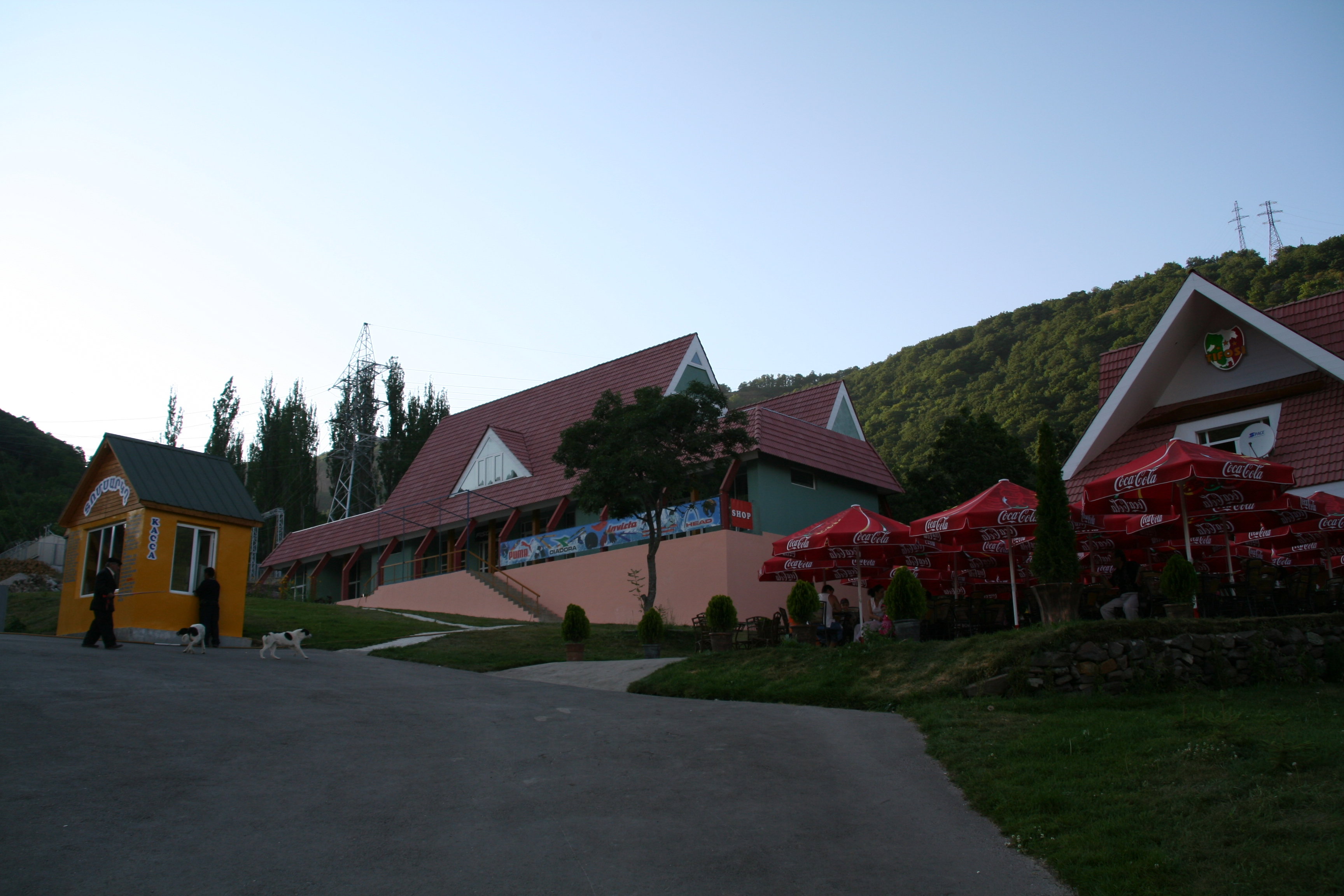
Tsakhkadzor : la station en été.
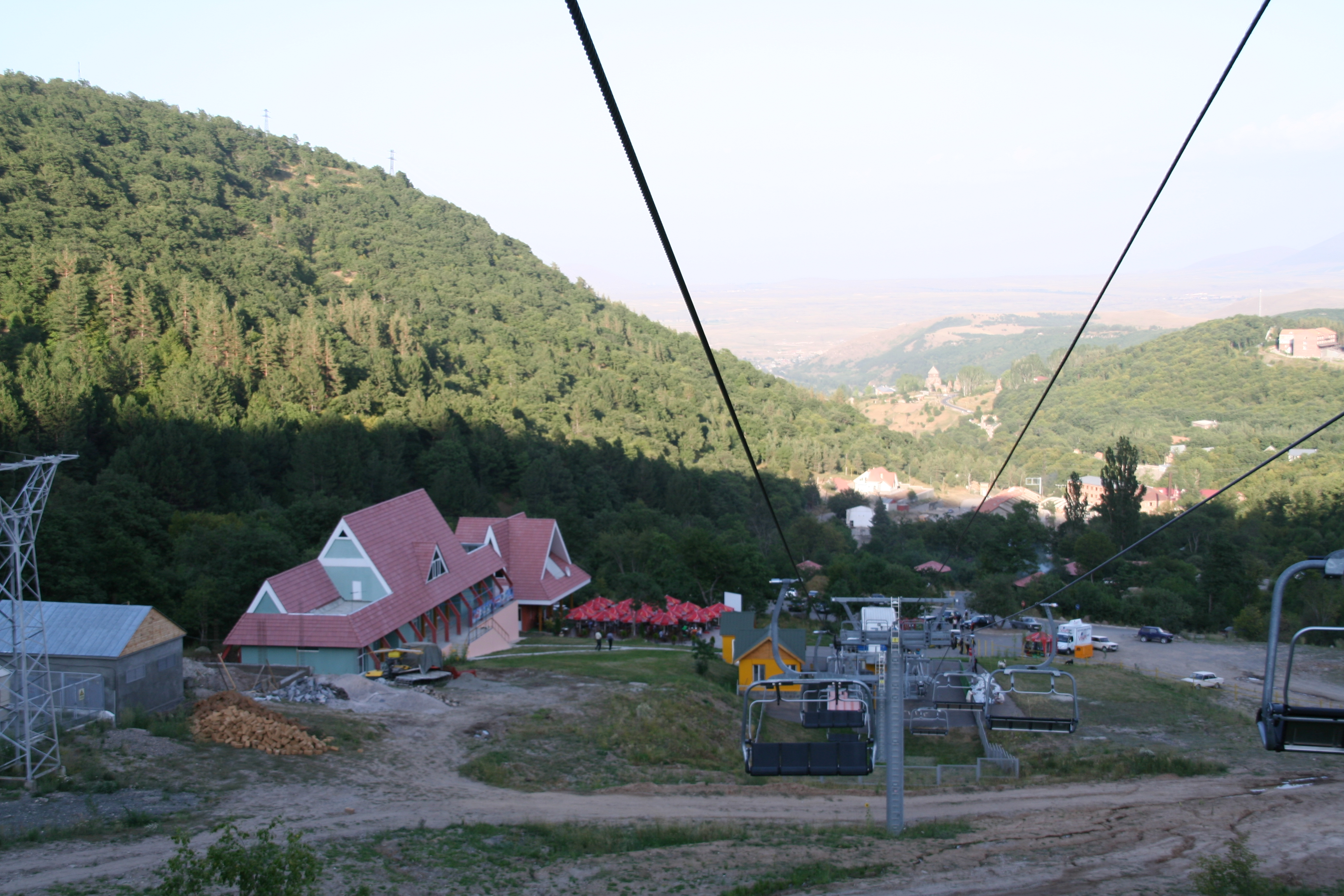
Tsakhkadzor : la station en été.
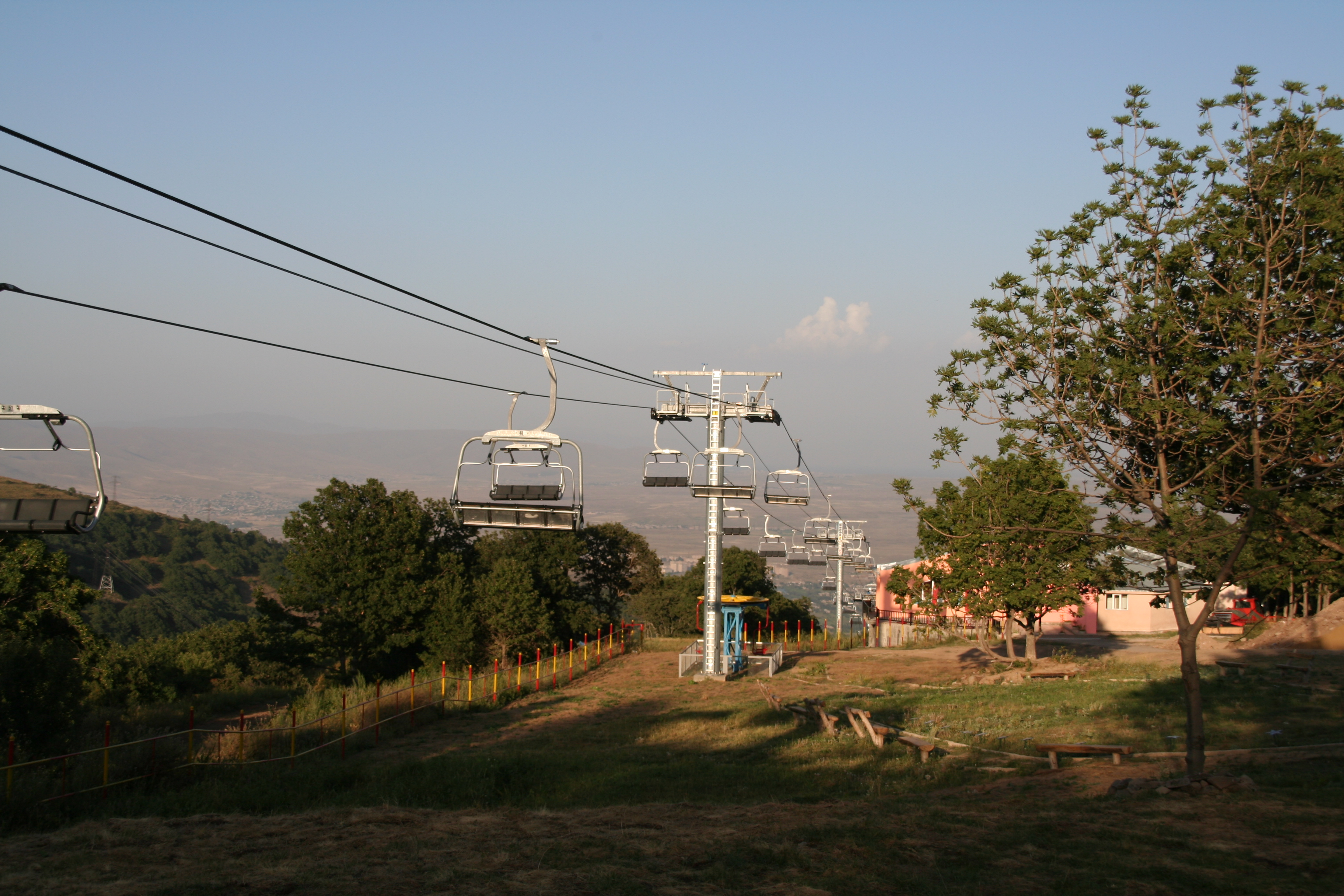
Tsakhkadzor en été : en haut d'un télésiège no 1.
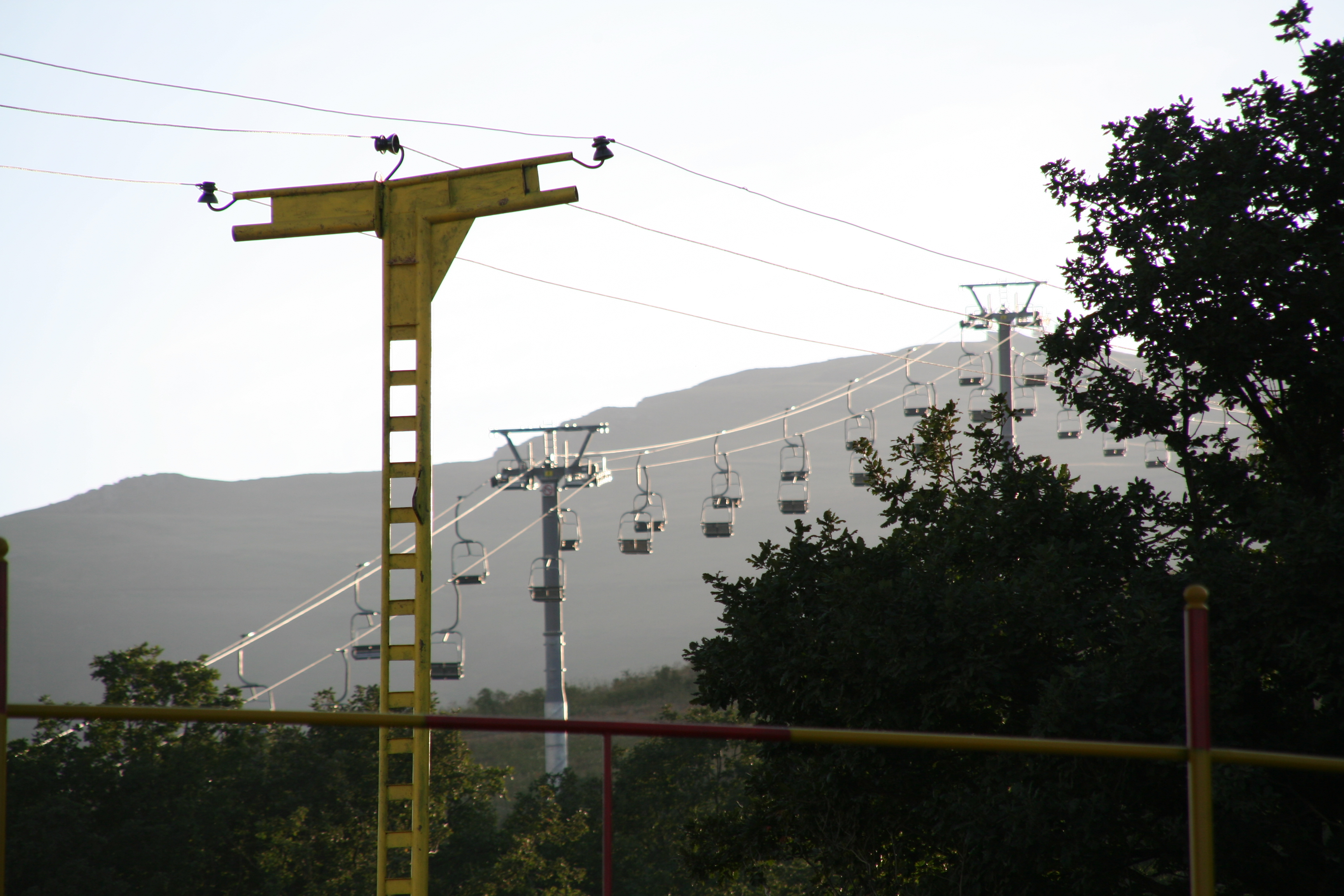
Tsakhkadzor : le télésiège 2 en été.